# Rhyacophila formosae
Rhyacophila formosae är en nattsländeart som beskrevs av Iwata 1928. Rhyacophila formosae ingår i släktet Rhyacophila och familjen rovnattsländor. Inga underarter finns listade i Catalogue of Life.